# Économie du Nigeria
L'économie du Nigeria est dans sa structure comparable à celle de bien des pays africains, mais tout y est à une échelle supérieure : basée sur une main-d'œuvre et des ressources naturelles abondantes, les fuites de fonds liées à des pratiques financières illicites favorisées entre autres par la corruption et globalement une opacité du système financier mondial y constitue un frein important au développement.
Pays le plus peuplé d'Afrique, il est le 1er producteur de pétrole du continent, cet hydrocarbure représentant 90 % de tous les produits d'exportation. Son produit intérieur brut (PIB) par habitant le situe dans la moyenne africaine, mais il reste largement en dessous du niveau d'avant l'indépendance. Environ deux tiers de la population vivent en dessous du seuil de pauvreté absolue (1 $ par jour), contre 43 % en 1985. Grâce à son potentiel humain[réf. nécessaire] et sa richesse en ressources naturelles, le Nigeria se classe au rang de 1re puissance économique d'Afrique avec un PIB de 481,07 milliards de dollars (2016), devant l’Afrique du Sud (312,8 Mds de dollars en 2016). Son PIB (en parité de pouvoir d'achat) était le deuxième en Afrique derrière l'Égypte en 2018.
L'essentiel de l'activité économique se réalise dans la zone côtière, au sud du pays, notamment autour de Lagos. Bien qu'employant l'essentiel de la population active, l'agriculture du pays tend à se développer ces dernières années (33 % du PIB en 2009) avec l'apparition des entreprises locales comme Dangote qui y produit la banane, le maïs, le manioc, le cacao, l'arachide, etc. L'industrie est peu présente dans l'ensemble du pays.
Le classement 2008 de Transparency International de l’indice de perception de la corruption le classait 121e sur 180 pays évalués.

## Histoire

Évolution du PIB réel par habitant du Nigeria depuis 1950.

L'essentiel du développement économique du Nigeria s'est produit dans le sud du pays, où les premiers colonisateurs européens et plus particulièrement  britanniques se sont installés à partir du milieu XVIe–début XVIIe siècles, dans le cadre de la compétition générale pour le contrôle du commerce dans l'Atlantique. Pour concurrencer les Hollandais dans le commerce des esclaves, la Company of the Royal Adventurers obtint une charte de monopole pour l'Afrique de l'Ouest dès 1660, puis fut remplacée en 1672 par la Royal African Company. Après l'élimination progressive des Hollandais au XVIIIe siècle et la chute de Napoléon Bonaparte en 1815, le Royaume-Uni resta la seule puissance dominante de la région.
Le commerce des esclaves fut la cause essentielle des conflits meurtriers qui ensanglantèrent le sud du pays pendant les trois siècles où il fut pratiqué. Vers le milieu du XIXe siècle, il devint plus intéressant pour les Britanniques de trouver de nouveaux débouchés pour leurs produits manufacturés, ainsi que d'assurer leur mainmise sur le commerce de l'huile de palme et de l'ivoire, au besoin en imposant leur pouvoir directement sur les chefs des tribus côtières de ce qui deviendra le Nigeria.
En 1850, les principales bases britanniques étaient situées dans le delta du Niger et à Lagos, mais un mouvement de développement de l'arrière-pays fut entrepris afin notamment de contrecarrer les éventuelles revendications territoriales des autres puissances coloniales. Lagos devint une colonie de la Couronne en 1861 pour permettre une meilleure lutte contre le trafic d'esclaves désormais illégal, juguler les luttes intestines entre yorubas, et empêcher que les Français ne s'en emparent. Les nouveaux occupants favorisèrent le développement dans les années qui suivirent de cultures commerciales et, lors de son accession à l'indépendance en 1960, le pays était la première puissance agricole du continent africain.
Des années de mauvaise gestion, essentiellement imputables à la corruption généralisée ainsi qu'à l'incompétence des pouvoirs militaires qui se succéderont aux commandes du pays, feront qu'au début du XXIe siècle le pays n'a plus de présence significative sur les marchés mondiaux. Désormais, le pétrole constituant l'essentiel des exportations et du revenu de l'État, la situation économique générale est fortement dépendante des cours mondiaux du brut.
Cependant depuis l'arrivée du gouvernement civil réformateur d'Olusegun Obasanjo en 1999 et la remontée des cours du brut en 2004, le pays connaît une croissance vigoureuse de son PIB, (de 4 à 6 % par an).
Le Nigeria est le seul pays du monde disposant d'importantes ressources pétrolières à présenter un déficit budgétaire en 2007.
Un rapport par l'organisation non gouvernementale Global Financial Integrity du 26 mars 2010 quantifie pour la première fois les fuites illicites de fonds liés à des pratiques financières hors du continent africain. Le Nigeria y est cité comme le pays étant, de loin, le plus soumis aux fuites de fonds par des pratiques financières illicites. Il est estimé que de 1970 à 2009, les fuites de capitaux du Nigeria s’élèvent à 89,5 milliards de dollars, à un taux moyen de 2 milliards par an.
Le rapport indique également que bien que beaucoup d’attention soit généralement accordée aux processus de corruption (le Nigeria est classé à la 130e place mondiale sur 180 dans le classement de Transparency International), l'indice de corruption est de 2,4/10. Dans l'analyse des flux transfrontaliers illicites, les fonds concernés par ces procédés constituent environ 3 % du total sur l’ensemble de l’Afrique (aucun chiffre n’est donné par pays). Les pratiques criminelles liées au trafic de drogue, au racket, et à la contrefaçon entrent pour 30 à 35 %. Les procédés d'évasion fiscale, principalement à travers les techniques de trucage commercial et financier, sont de loin la composante principale en constituant entre 60 et 65 % du total. Ces fuites massives et illégales sont facilitées par une opacité mondiale du système financier.
Dans son intervention à la Convention sur l'Europe, Eva Joly souligne également que le Nigeria a « été pillé de probablement 20 milliards de dollars en trente années, les fonds se trouvent en Europe, essentiellement en Angleterre, en France, en Suisse ». D'après le lauréat du prix Nobel d'économie 2001 Joseph E. Stiglitz, l’inefficacité économique a aussi causé la fuite de 100 milliards de dollars, venus s'investir à l'étranger plutôt qu'à l'intérieur du pays[réf. nécessaire].
De fait, à peine un quart de la population bénéficie des revenus du pétrole.[réf. nécessaire]

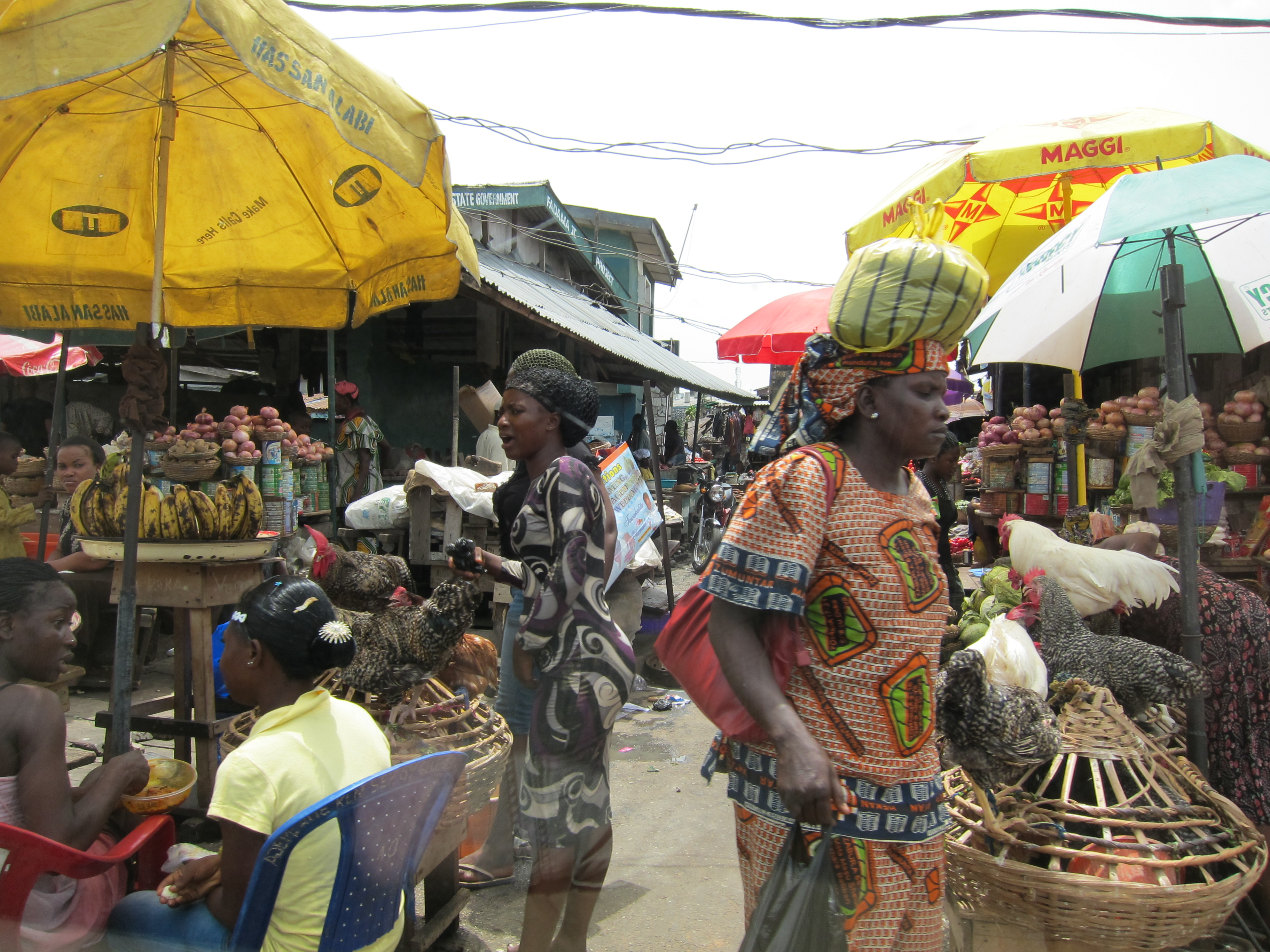
Marché à Lagos.

Fin septembre 2005, la Banque mondiale a aidé à récupérer 700 millions de dollars détournés dans des banques suisses par Sani Abacha et son clan pendant qu'il était au pouvoir, 700 millions bloqués par la Suisse à la demande du Nigeria en 1999 (la Banque mondiale a reçu 170 millions pour des projets contre la pauvreté). Le milliard et demi de dollars restant, détourné par le clan Sani Abacha, est essentiellement situé en France (550 millions – non restitués), au Royaume-Uni (60 millions – restitués), au Luxembourg et au Liechtenstein.
Grâce à ses ressources pétrolières, le Nigeria fait partie des premières puissances économiques du continent. Cette richesse a peu d'effet sur le niveau de vie de sa population qui est dans la moyenne des pays africains. Ainsi, en 2015, plus de la moitié des Nigérians vit avec moins de 1,25 $ par jour. Les cinq hommes les plus riches du pays ont une fortune cumulée de 29,9 milliards de dollars, soit plus que l’ensemble du budget national du pays sur une année. Dans un rapport, les ONG Development Finance International et Oxfam dénoncent la responsabilité des autorités qui « exacerbent les inégalités en sous-finançant les services publics, tels que la santé et l’éducation, et en ne luttant pas efficacement contre l’évasion fiscale et la corruption », tout en accordant aux multinationales une fiscalité avantageuse.
| Rang | État           | PIB                         |
| ---- | -------------- | --------------------------- |
| 1    | Nigeria        | 510 milliards de dollars US |
| 2    | Afrique du Sud | 370 milliards de dollars US |
| 3    | Égypte         | 262 milliards de dollars US |

Le chercheur allemand Jochen Lusckscheiter, de la fondation Heinrich Boll, dresse en 2020 un panorama assez pessimiste de l'état de l’économie nigériane : « Depuis 2015, le taux de chômage est passé d’environ 8 % à plus de 23 % (…) Environ 55 % de tous les jeunes du pays sont soit sous-employés soit sans emploi. Ces difficultés sociales ont aggravé ou soutenu d’innombrables conflits sociaux au cours des dernières années. Le nombre de personnes déplacées à l’intérieur du pays s’élève à plus de 2 millions. Ailleurs, le banditisme et les enlèvements contre rançon se sont imposés comme un modèle commercial, car il est de plus en plus impossible pour un nombre croissant de personnes de gagner leur vie par des moyens légaux ».
En 2021, le Nigeria a été frappé par la crise du covid, les investissements étrangers ont chuté de 32 % passant à 698,8 millions de dollars (contre 1,03 milliard de dollars en 2020).

## Ressources naturelles

### Exploitation pétrolière

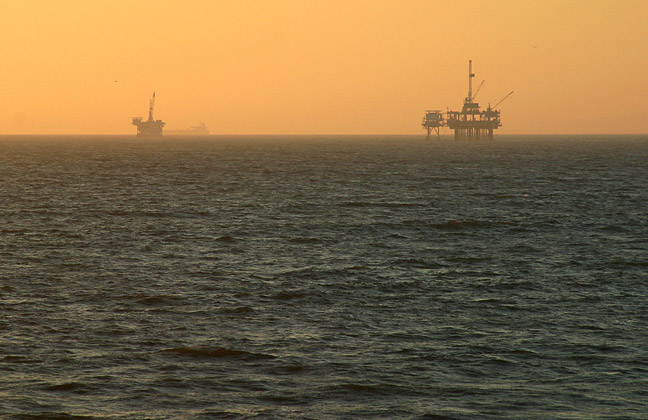
L'essentiel des réserves nigérianes se trouve dans des gisements offshore

Les premiers signes d'intérêt pour l'exploitation des ressources pétrolières nigérianes datent du début du XXe siècle, au moment où le pétrole devient une ressource stratégique de premier ordre. Des compagnies privées britanniques commencèrent donc à prospecter aux quatre coins de l'Empire (Trinidad, Indes orientales, Birmanie) afin de diversifier les sites de production, essentiellement localisés au Moyen-Orient.
C'est en 1906 que John Simon Bergheim, après avoir racheté toutes les licences d'exploration de la région, convainquit le gouvernement colonial du Nigeria d'octroyer une licence d'exploitation à sa compagnie, la Nigeria Bitumen Corporation (NBC). Ce monopole de fait fut protégé par le gouvernement colonial, qui réécrivit la loi nigériane sur l'exploitation minière de 1907 pour protéger les intérêts de la NBC et lui fournit également un prêt lui permettant de financer ses recherches. À la mort de Bergheim, en 1912, plus d'une quinzaine de puits avaient été creusés près du delta du Niger, près de 143 000 livres sterling englouties, et ce sans résultat. L'éclatement de la Première Guerre mondiale un peu plus tard marqua la fin des ambitions pétrolières de la région pour les vingt prochaines années.
La société Shell d'Arcy obtint une nouvelle licence d'exploration pour l'ensemble du Nigeria en 1937. Après une interruption pendant la Seconde Guerre mondiale, l'exploration reprit, sans succès, jusqu'à la découverte successive de deux premiers gisements commercialement viables, dans les États actuels de Bayelsa et Rivers, en 1956. Après la construction d'un oléoduc depuis les gisements jusqu'à Port Harcourt, le premier cargo pétrolier quitta le pays le 17 février 1958.
En 1959, la concession unique accordée à Shell fut revue à la baisse, permettant à d'autres compagnies de se lancer dans l'aventure nigériane et d'augmenter la capacité d'exploration. Shell perdit près de la moitié de ses concessions du delta du Niger, ne gardant que les secteurs les plus prometteurs. Le pays devint indépendant un an plus tard, en 1960, et rejoint l'Organisation des pays exportateurs de pétrole en 1971.

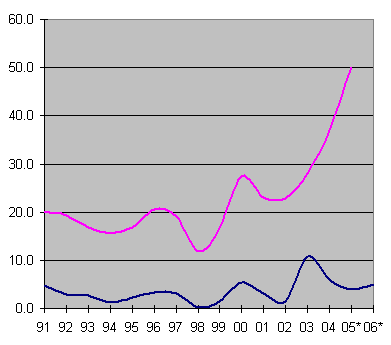
Évolution du PIB (%, noir) par rapport aux cours du brut (USD, violet) (1991-2006)
05*, 06*: estimations
Sources : FMI, Illinois Oil and Gas Assoc.

Le pétrole (2,5 millions de barils par jour, 15e producteur mondial en 2008) génère près de 95 % des exportations, 80 % des revenus fiscaux et un tiers du PIB nigérian. Le niveau estimé des réserves serait de 35 milliards de barils selon l'OPEP, mais a régulièrement progressé ces dernières années grâce à la prospection off-shore.
Léger et pauvre en soufre (65 % du pétrole extrait possède un indice API (American Petroleum Institute) supérieur ou égal à 35°, les principaux produits d'exportation étant Forcados (31° API) et Bonny Light (37° API)), le brut nigérian est un produit de choix pour la production de carburant. Les cours en sont de fait moins soumis aux aléas saisonniers du marché que ne l'est par exemple le brut lourd saoudien, dont la consommation augmente en hiver. Cependant, à cause d'une infrastructure de production décrépie et un potentiel de raffinage quasi inexistant, le pays est un importateur net de carburant. Une grève générale a d'ailleurs eu lieu pendant les premières semaines d’octobre 2004 pour protester contre le renchérissement des prix du carburant, le gouvernement essayant à terme de supprimer toutes les subventions des prix de l'essence (celles-ci coûtant près d'un milliard de dollars par an à l'état).
L’essentiel de la production se situe dans de petits gisements (moins de 50 millions de barils) dans la zone du delta du Niger, mais de nouvelles réserves ont récemment été découvertes dans des gisements offshores dans le Golfe de Guinée. 95 % de la production de fait par l'intermédiaire d'entreprises en coentreprise, la plus importante d'entre elles, dominée par Shell, assurant jusqu'à 50 % de la production nationale totale. L'exportation de gaz naturel a démarré en 1999 et le pays envisageait d'interdire la pratique du torchage (flaring) à partir de 2008 ; cette décision a été repoussée à janvier 2010.
Malgré cette richesse, la région est victime d'un effet économique pervers, au détriment des populations locales : la maladie hollandaise. La situation dans les régions productrices du sud est particulièrement instable, avec depuis fin 2003 une insécurité grandissante générée par les ethnies locales qui réclament leur part des revenus pétroliers, et l’apparition de véritables « seigneurs de guerre » locaux qui rançonnent les compagnies pétrolières et se livrent à la contrebande de brut. D'après la compagnie nationale nigériane de production de pétrole (NNPC), près de 200 000 barils étaient détournés chaque jour en 2004 soit, en se fondant sur la valeur des cours, un montant annuel de près de 3 milliards de dollars. Le détournement de pétrole (bunkering) donne parfois lieu à des tragédies (Warri (2000), Umuahia (2003), Lagos (2006), où de nombreuses personnes sont tuées par l'explosion d'oléoducs qu'elles percent pour se fournir en combustible.
Si le gouvernement a traditionnellement pu maintenir son emprise sur les populations de la région (par la force si besoin est, comme en témoigne l'exécution de l'écrivain-activiste Ken Saro-Wiwa en 1995), il semble impuissant face à des bandes lourdement armées. En 2003, Shell, la principale compagnie de la région, a dû diminuer drastiquement sa production et retirer une partie de son personnel sur place, encourageant une hausse du brut sur les marchés mondiaux. L'absence quasi totale de présence gouvernementale a conduit jusqu'à présent les compagnies à gérer leurs propres systèmes de soutien communautaire (même si les relations avec les populations indigènes restent tendues), ainsi que leurs propres milices privées pour assurer la sécurité des oléoducs et autres installations.
En août 2021, le ministre nigérian du pétrole, Timipre Sylva, annonce que la compagnie nationale des hydrocarbures (NNPC) s'apprête à investir 2,76 milliards de dollars au sein du projet de raffinerie du groupe de Dangote, permettant ainsi à l'État nigérian de disposer de 20 % du capital de la raffinerie.
En juin 2022, le Nigeria donne son feu vert à sa compagnie pétrolière nationale et publique NNPC pour signer un protocole d'accord avec la Cedeao afin d'approuver le projet de construction du gazoduc vers le Maroc qui devra alimenter l'Europe. Le projet devrait prendre une vingtaine d'années pour être achevé et traverser au total quinze pays d'Afrique de l'Ouest sur une longueur de 5 660 km.
En juillet 2022, la justice italienne relaxe finalement les dirigeants des pétroliers européens Eni et de Shell alors qu'ils avaient été condamnés deux ans plus tôt à des peines de prison ferme. Ces condamnations sont issues des accusations de corruption autour de l'attribution de l'exploitation du bloc pétrolier offshore OPL 245. "Faute de preuves suffisantes", la cour d'appel de Milan a rejeté les accusations contre ces deux entreprises pétrolières.

### Autres

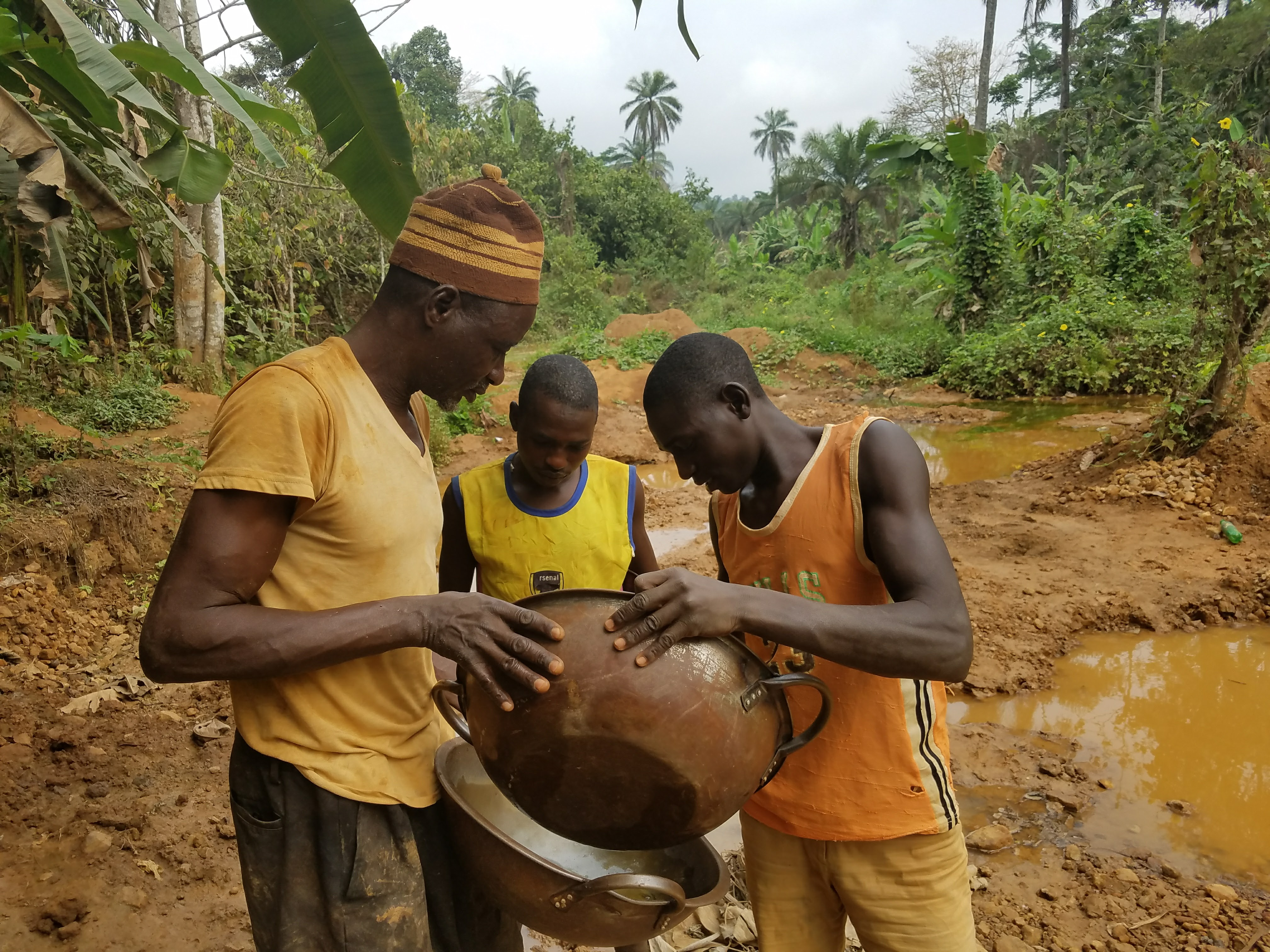
Chercheurs d'or dans l'État d'Osun.

En marge du secteur pétrolier, d'importants gisements de gaz naturel (3 700 milliards de m3, 2e rang africain, 2,5 % des réserves mondiales prouvées) ont également été découverts, toujours dans le sud du pays. Des programmes d'exploitation des résidus de gaz associé au pétrole sont mis en place, et le pays produit du gaz de pétrole liquéfié (GPL) depuis 2005.
Il existe également des réserves de charbon (essentiellement lignite et charbons bitumineux), les plus importantes du continent, mais l'intégralité de la faible production nationale est absorbée par le marché local. Du fait de l'obsolescence des équipements, de la croissance des coûts de production et du passage des consommateurs à d'autres sources d'énergie, celle-ci est passée entre 1990 et 1994 de plus de 77 000 tonnes à moins de 13 000 tonnes, pour se stabiliser en 2004 aux alentours de 6 000 tonnes par an: l'essentiel des ressources reste donc, à l'heure actuelle, inexploitée, même si les exportations à destination de l'Europe augmente graduellement, le charbon nigérian étant suffisamment pauvre en soufre pour représenter une option énergétique environnementalement acceptable.
Au niveau minéral, le Nigeria dispose dans son sous-sol de gisements appréciables de colombite (un minerai de niobium), fer, zinc, étain, or, pierre à Chaux et marbre). Le secteur reste toutefois sous-développé, l'essentiel des investissements miniers étant absorbé par le secteur pétrolier : de fait, seuls le niobium, l'étain et la pierre à chaux sont exploités de manière commerciale. Des gisements d'uranium sont également suspectés, mais non développés.
Afin d'attirer les investissements étrangers et réduire la corruption dans ce secteur, le gouvernement a, depuis 2002 et par le biais du Bureau for Public Enterprises, mis la plupart des compagnies nationales d'exploitation en vente en vue d'une privatisation partielle. En 2003 l'exploitation non pétrolière n'accumulait qu'une valeur de 3 milliards de dollars, soit à peine un pour cent du PIB.

## Infrastructures

### Routes, transports

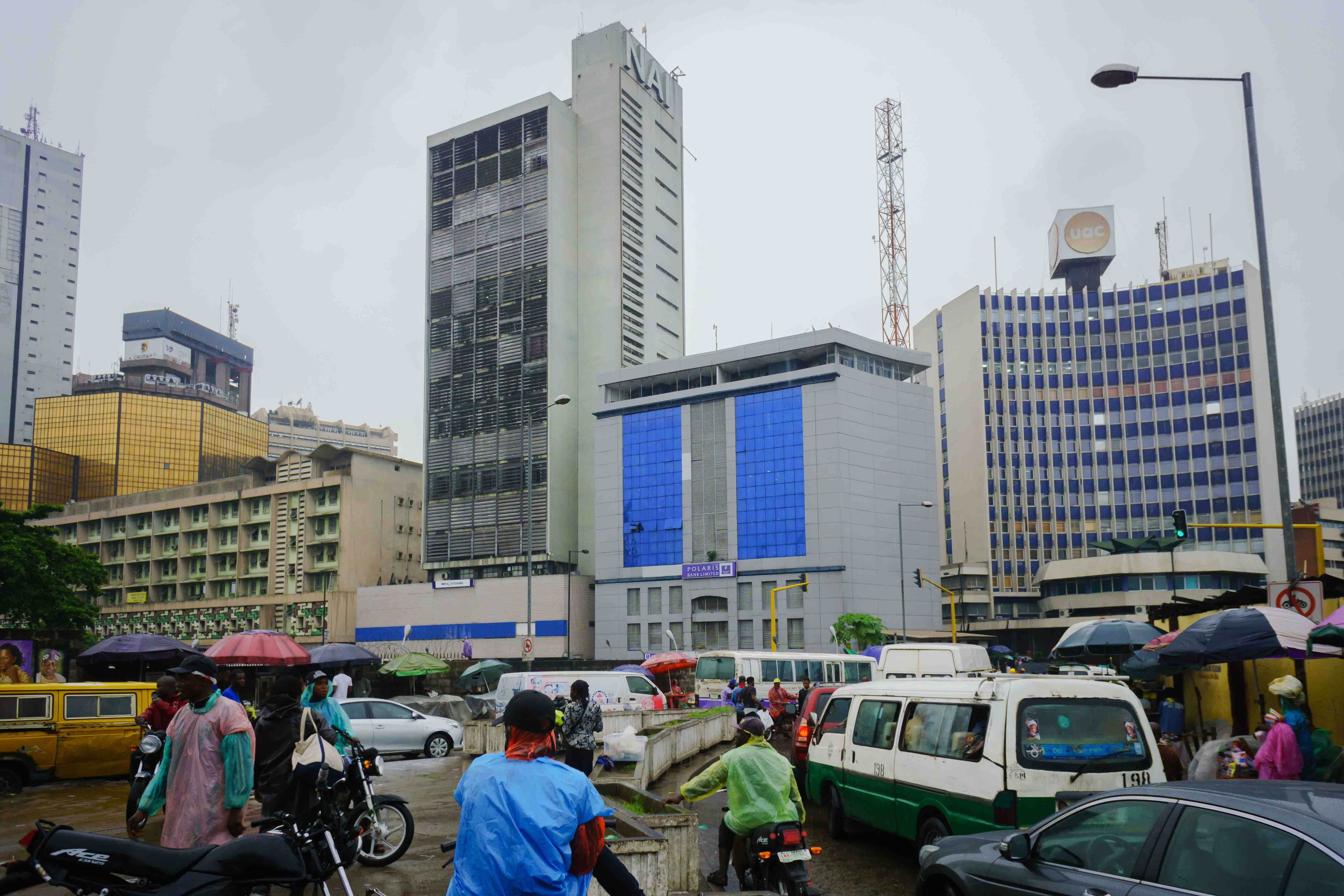
CMS Bus park route to marina Lagos, Nigéria

Quatre routes transafricaines traversent le Nigeria:
1. Route transsaharienne, Alger (Algérie) - Lagos —
2. Route trans-sahélienne, Dakar (Sénégal) - N'Djamena —
3. Autoroute côtière trans-ouest-africaine, Dakar - Lagos —
4. Transafricaine 8, Lagos - Mombasa (Kenya) —

Avec 95 % du volume total de biens et de passagers transportés, les routes constituent un élément essentiel de l'économie nigériane: au début des années 1990, le système routier du Nigeria était l'un des plus étendus d'Afrique. Revers de la médaille d'un boom pétrolier qui a fait que l'essentiel des investissements gouvernementaux des années 1970 était plus souvent dirigé vers le développement du réseau que vers son entretien (la première autoroute, reliant Lagos à Ibadan, fut achevée en 1978), l'état des routes est particulièrement mauvais en dehors des grandes agglomérations (elles-mêmes passablement engorgées). L'affectation des dépenses publiques s'est cependant inversée depuis la fin des années 1980.
Si les premières voies de communication, bâties au début du XXe siècle, permettaient de lier le Nord au Sud, de Lagos et Port Harcourt à Kano, plusieurs axes est-ouest, parallèles à la séparation offerte par les fleuves Niger et Bénoué, ont été développés dans les années qui suivirent. Le secteur routier souffre également d'un gros problème de piraterie, qui rend certains trajets hasardeux pour les passagers et marchandises.
Le rail, lui, a peu évolué : l'essentiel des 3 500 km de voies est lié à deux lignes, l'une de Lagos vers Kano (construite en 1912), et l'autre de Port Harcourt à Kaduna (1926). Plusieurs extensions furent construites dans les années 1930 à 1960, vers les régions de Kaura Namauda (1929), Nguru (1930) et Maiduguri (1964).
Le manque de fonds, de maintenance et de suivi du développement contribuèrent à détériorer le réseau et réduire le trafic, jusqu'à l'abandon de la standardisation des voies (l'essentiel du réseau est étroit à 1,067 m, alors que l'équipement standard moderne repose sur un espacement de 1,435 m) au milieu des années 1980 et le dépôt de bilan en 1988 de la compagnie nationale, la Nigerian Railway Corporation. Après une reprise en main par le gouvernement (et le licenciement d'un quart des effectifs), le service est de nouveau assuré.
Le système maritime nigérian repose sur trois complexes portuaires, dans les provinces de Lagos, Rivers et Delta. Lagos accapare l'essentiel du trafic de marchandises par l'intermédiaire du port d'Apapa, directement lié au réseau ferroviaire national, mais deux extensions permettent également la gestion du brut. Le complexe de Delta regroupe les ports de Sapele et Warri (plus quelques autres à l'estuaire du Niger), tandis que Port Harcourt (sur la rivière Bonny) est l'élément central de l'État de Rivers. Calabar, sur la rivière Cross, constitue le port principal de l'est du pays. Warri et Port Harcourt sont les principaux centres d'exportation du brut et sont dotés d'équipements relativement modernes. À la fin des années 1980, le gouvernement décida de consacrer l'essentiel de ses fonds au développement des voies fluviales afin de désengorger le réseau routier, ralentissant de fait la croissance des ports en eau profonde.

### Énergie
Le regroupement des activités de production, transport et distribution d'énergie (hors pétrole et gaz) représente moins d'un pour cent du PIB nigérian. Mais le secteur subit depuis le début du XXIe siècle de profonds bouleversements, dont la privatisation de la National Electric Power Authority (NEPA) n'est pas le moindre.
Le développement de l'énergie hydroélectrique date du début des années 1970, avec la mise en service du barrage Kainji. L'exploitation du fort potentiel hydraulique du pays est cependant contrariée par des sécheresses récurrentes ainsi qu'un réseau de rivières constituées de mangroves et situées près de la zone côtière. Conjugué à de grosses déperditions d'énergie (30 à 35 % perdus entre la production à la facturation), un faible taux de paiement (70-80 %), un accès général faible (40 % de la population) et une corruption généralisée des cadres de la NEPA qui empêche la bonne maintenance des équipements, le Nigeria réussit le tour de force d'être à la fois exportateur d'électricité (essentiellement vers le Niger) et de fournir un service totalement erratique à l'intérieur de ses propres frontières (nombre de compagnies étrangères s'implantant sur place préfèrent construire leurs propres générateurs, tout comme les entreprises et particuliers nigérians). Le manque de cash généré par tous ces problèmes force la NEPA à s'appuyer essentiellement sur de (coûteuses) subventions gouvernementales sur le pétrole pour continuer à faire tourner ses centrales thermiques.

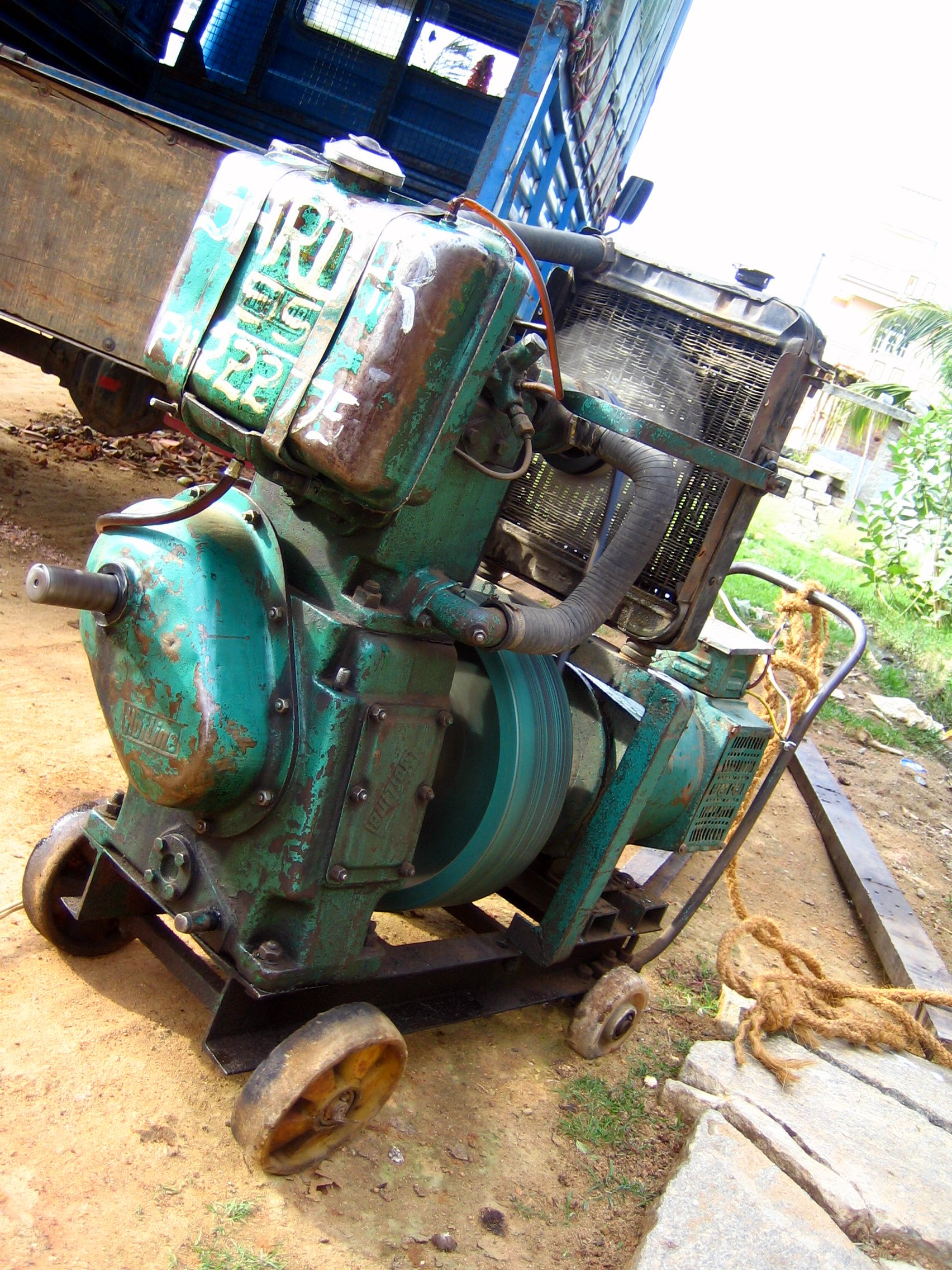
De nombreuses entreprises et particuliers utilisent des générateurs individuels pour assurer une fourniture régulière d'électricité

Afin de moderniser le secteur et lutter contre la corruption généralisée, et après une grave crise énergétique en 2000/2001, le gouvernement Obasanjo a entrepris de fractionner et privatiser la NEPA en au moins une dizaine d'entités locales, tout en autorisant la construction de générateurs privés. Ceux-ci revendraient leur production à la NEPA, qui se cantonnerait donc essentiellement à un service de distribution. Des projets d'équipement solaire ont également été lancés afin d'assurer l'approvisionnement des zones rurales hors de portée des réseaux conventionnels. De nombreux prêts ont enfin été accordés par la Banque mondiale à la fin des années 1990 pour relancer la construction de centrales et la réorganisation du réseau de distribution.
Du fait de la mauvaise image de la NEPA au sein de la population, celle-ci a été rebaptisée par le gouvernement PHCN (Power Holding company of Nigeria Plc).
De nombreuses infrastructures de transport de l'énergie sont en cours de construction dans la région du delta du Niger (lignes et postes 330/132/33 kV).

### Télécommunications
En dépit de la richesse pétrolière du pays, le secteur des télécommunications nigérian a lui aussi été victime des années de mauvaise gestion des différentes dictatures qui se sont succédé au pouvoir. Avec la mise en place d'un régime démocratique et la libéralisation entamée depuis 2000 (et la cession d'un grand nombre de nouvelles licences), on assiste à une véritable progression du marché local, notamment pour la téléphonie mobile, qui domine désormais le marché. L'amélioration reste cependant inégale, avec des niveaux d'investissements et de coordination faibles, et des problèmes historiques ou structurels qui restent à rattraper. Du fait d'un approvisionnement électrique erratique, les compagnies téléphoniques doivent supporter des coûts supplémentaires dus aux équipements détruits, systèmes redondants et générateurs de secours, qui pour certains opérateurs engendrent des factures de diesel plus élevées que le coût de la location de leurs bureaux.
Des licences de radiotélévision ont également été accordées, mais leur exploitation reste essentiellement confinée aux grands centres urbains.
Enfin, dans le cadre de l'Accord général sur le commerce des services, le Nigeria a fait un certain nombre d'engagements en matière d'accueil d'investissements étrangers: vente et installation de terminaux, services mobiles et pagers. Aucun engagement n'a cependant été pris sur les services postaux, les courriers rapides, services téléphoniques de base et infrastructures.

#### Téléphonie fixe et infrastructure générale
Le principal opérateur reste la compagnie d'État Nigerian Telecommunications Ltd. (Nitel). Le marché a été partiellement (dé/re)réglementé dès 1992 avec le Nigerian Communication Commission(NCC) Decree, qui ouvrit certaines activités de Nitel à la concurrence, la NCC devenant l'organisme de régulation pour les secteurs où le secteur privé était autorisé (mais ne pouvant donc réguler les activités de Nitel même). Le comportement erratique des gouvernements militaires successifs (nationalisations ou suppression pure et simple de licences) n'a cependant pas permis un développement du réseau. Des changements notables sont cependant intervenus sous le gouvernement Obasanjo, avec l'établissement d'objectifs de développement en ligne avec les recommandations de l'Union International des télécommunications, et la coopération technique de la Banque mondiale pour le raccordement des zones rurales. La NCC a ainsi rationalisé le système d'attribution des licences et révoqué celles non exploitées, réorganisé l'allocation erratique du spectre radio et imposé un cadre plus ferme sur l'organisation du secteur en général, offrant une meilleure visibilité aux investisseurs tant nigérians qu'étrangers.
Jusqu'à l'imposition d'un accord d'interconnexion entre Nitel et opérateurs privés par la NCC en mai 2001, il était fréquent que les abonnés d'un opérateur donné ne puissent contacter que les autres abonnés du même service. Malgré des progrès notables, il arrive encore que des appels ne parviennent pas à destination.

#### Téléphonie mobile
(juin 2011).
Pour répondre à une demande à croissance exponentielle (plus de 100 % l'an), la National Communications Commission s'est lancée dans l'attribution de licences à grande échelle[Quand ?] : le manque de vision politique à long terme dans la réglementation, la coordination et le développement du réseau téléphonique a contribué à une fragmentation extrême du marché : les zones les plus profitables (Lagos, Port Harcourt) souffrent d'une surabondance d'équipements (et donc faible rentabilité de ceux-ci), tandis que d'autres régions ne sont toujours pas reliés correctement au reste du pays.
La situation s'améliore cependant rapidement même si, comme indiqué plus haut, le taux d'interconnexion reste mauvais dans certaines régions non reliées à un réseau national embryonnaire. Quatre licences mobiles nationales ont été accordées en février 2001 (Nitel -qui avait une licence pré réservée-, MTN Nigeria, Econet Nigeria, CIL), celles de CIL étant par la suite révoquée pour défaut de paiement (et réattribuée en août 2003 à Globacom). L'octroi de chaque licence était conditionné au déploiement par les opérateurs de 100 000 lignes les douze premiers mois, 750 000 sous 36 mois et 1,5 million de lignes en 60 mois. En dépit d’une qualité médiocre de service, la demande fut si forte que les 3 grands furent obligés fin 2002 de suspendre la vente de cartes prépayées car leurs réseaux ne pouvaient simplement pas gérer le trafic généré. La vente repris 6 mois plus tard, et si MTN et Econet ont atteint leur objectif quinquennal en deux ans, alors que Nitel a semblé avoir eu quelques problèmes pour atteindre la première étape de 100 000 lignes. De fait, le marché se dispute entre MTN (leader) et Econet (désormais Vmobile). Pour éviter d'avoir à recourir au réseau surchargé de Nitel, les divers opérateurs privés ont développé leur propre réseau, celui de MTN (appelé Y'hellobahn) étant par ailleurs le plus long d'Afrique (3 400 km).
Le téléphone mobile s'est considérablement développé et MTN annonce 17,8 millions d'abonnés sur près de 61 millions de lignes au Nigéria en mars 2008. Il participe au PIB pour 34 % (le pétrole représente 13 % du PIB). L'ensemble de la population devrait être abonnée d'ici 2020.

#### Internet
L'absence d'une dorsale Internet nationale a longtemps handicapé le développement de l'accès à Internet, les connexions entre sites nationaux devant d'abord passer par des lignes internationales déjà surchargées. Dans les zones ne bénéficiant pas de leur propre fournisseur d'accès, la connexion par modem devait se faire par le biais d'appel longue distance. Enfin, la faible qualité du réseau fixe de Nitel a fortement contribué au développement du Wi-Fi.
Certains nigérians ont également profité de la connexion de leur pays au réseau des réseaux pour mettre en place la désormais célèbre fraude dite « 419 » (du nom de l'article de loi la punissant) : elle consiste en l'envoi de courriers électroniques où le prétendu héritier d'un dictateur/oligarque déchu demande de l'aide pour discrètement évacuer une somme d'argent du pays. Avec 2 milliards de dollars escroqués par an, il s'agissait en 2004 de la deuxième source de devises du pays.

## Secteurs économiques

### Agriculture

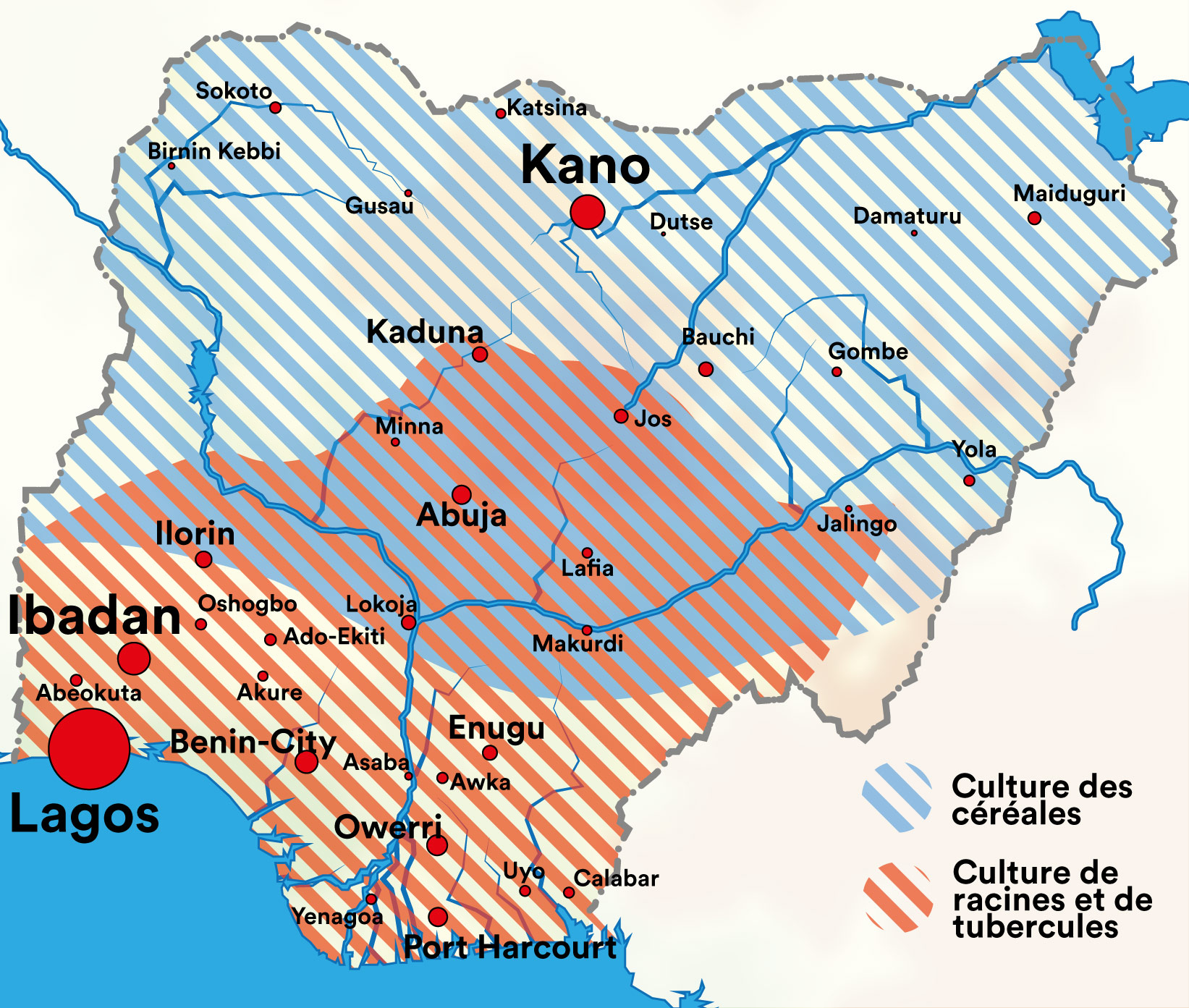
Zones de culture de céréales et de racines et tubercules

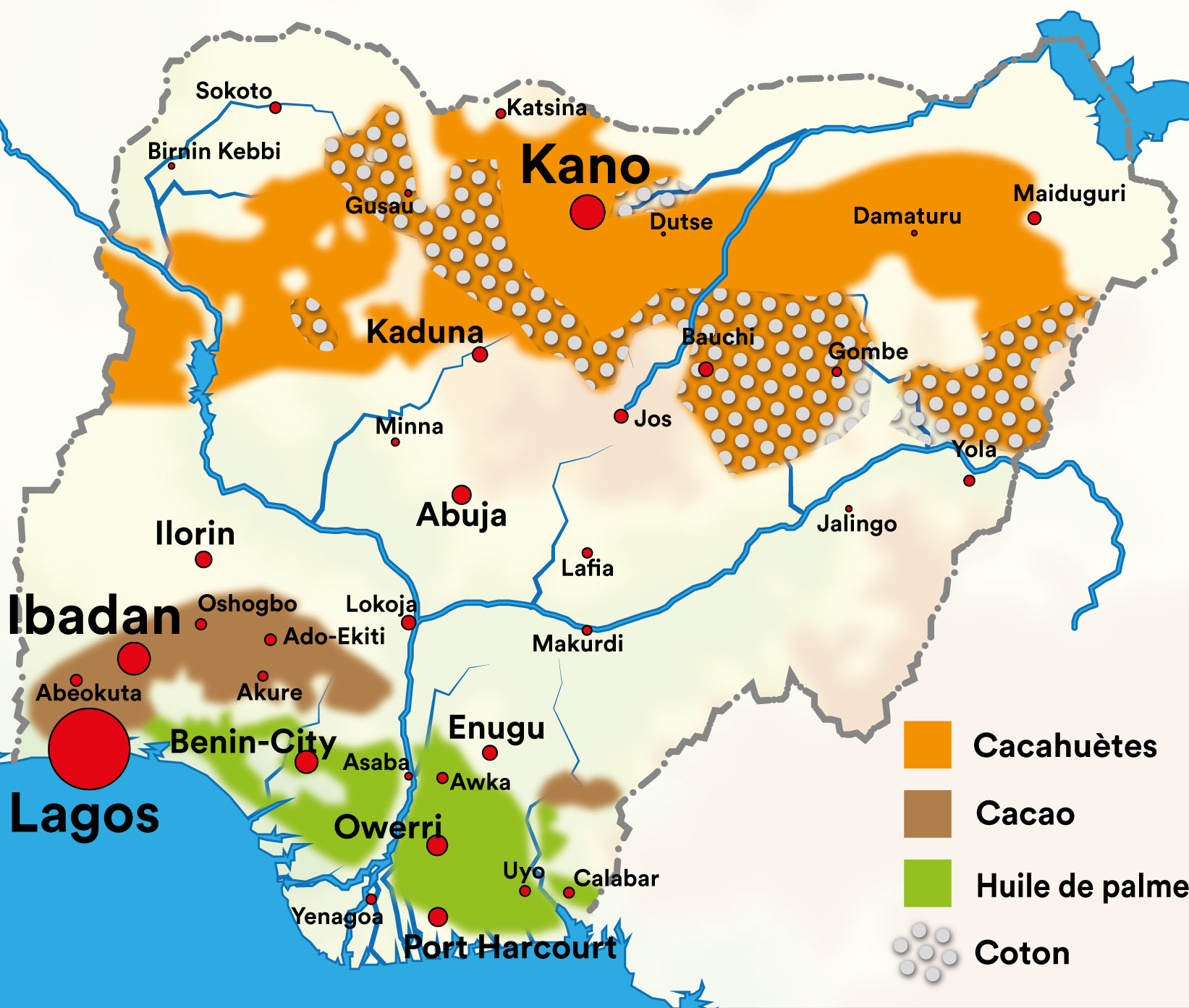
Zones de culture de cacahuètes, du cacao, etc.

L'agriculture privée est un secteur économique très important. Elle emploie 70 % de la population et contribue à hauteur de 35 % au produit intérieur brut. Cependant, l'agriculture sert en grande partie à l'alimentation personnelle. La plupart des agriculteurs ne disposent que d'un terrain de un à cinq hectares. Les plantations sur lesquelles sont cultivés les produits d'exportation appartiennent à l'État ou à des groupes étrangers.
Le manioc, les patates douces et le millet sont cultivés pour les besoins propres. La culture du millet a augmenté ces dernières années, passant de 13 % en 1998 à 16 % en 2005. Les champs de sarclage produisent également des haricots, des melons, du poivre et des légumes. Le cacao, la cassave, l'igname, les arachides, le palmier à huile et le caoutchouc sont également cultivés pour l'exportation. Il s'agit de ce que l'on appelle les cultures de rente, qui sont cultivées en masse et partiellement transformées pour être ensuite vendues dans d'autres pays. Ce procédé est très dépendant de la demande. Le Nigeria est le plus grand producteur d'œillets et d'ignames d'Afrique et le plus grand producteur de manioc au monde. Le pays est également le quatrième producteur de cacao. Les autres produits agricoles importants sont les agrumes, les bananes, le riz et le maïs.
L'élevage est principalement basé sur l'élevage de bovins. Au total, environ 15 millions de têtes sont élevées. On compte également environ cinq millions de porcs. Le petit bétail, comme les moutons, les chèvres et les poulets, est principalement destiné à la consommation personnelle.
Le secteur agricole souffre d'une productivité extrêmement faible, reflétant la dépendance à des méthodes archaïques. L'agriculture n'a pas réussi à suivre le rythme de la croissance rapide de la population du Nigeria, de sorte que le pays, qui exportait autrefois des denrées alimentaires, en importe aujourd'hui une quantité importante pour subvenir à ses besoins.
Le Nigeria se classe au sixième rang mondial et au premier rang africain pour la production agricole. Le secteur représente environ 18 % du PIB et près d'un tiers des emplois. Bien que le Nigeria ne soit plus un grand exportateur, en raison de l'essor de la consommation locale, il reste un grand producteur de nombreux produits agricoles, notamment l'huile de palme et le caoutchouc.

#### Racines et tubercules
En comptant en poids, cette "nourriture souterraine" est le plus grand groupe d'aliments produits au Nigeria, avec 118 millions de tonnes en 2020. Ce groupe comprend l'igname, le manioc, les pommes de terre et les patates douces. Ces produits alimentaires sont majoritairement cultivés dans le sud du Nigeria ("Roots economy").

#### Céréales
Le groupe du sorgho, du millet poire, etc. est le deuxième groupe d'aliments produits au Nigéria, avec 28,6 millions de tonnes en 2020. 50 %, soit 14 millions de tonnes, sont constitués de sorgho. La production de canne à sucre y ajoute 1,5 million de tonnes. Les céréales sont principalement cultivées dans la zone de savane du pays.

#### Production d'arachides, de palmiers à huile, de cacao et de coton au Nigeria
Le troisième groupe d'aliments produits au Nigeria est celui du riz et du paddy. En 2020, 8,2 millions de tonnes ont été produites.

#### Oléagineux
Le Nigeria a produit un bon 4 millions de tonnes d'oléagineux en 2020. Il s'agit par exemple du soja, des graines de tournesol, du canola et des arachides.

#### Agrumes
Le Nigeria a produit près de 4 millions de tonnes d'agrumes en 2020. Les principaux agrumes nigérians sont la mandarine, le raisin, le citron et le citron vert.

#### Cacao
La production de cacao, provenant principalement de variétés obsolètes et d'arbres surnuméraires, est passée d'environ 180 000 tonnes par an à 350 000 tonnes.

#### Pelage / Broyage
Jusqu'à présent, le Nigeria exportait paradoxalement du riz non décortiqué, mais devait importer du riz décortiqué, l'aliment principal du pays. - La rizerie d'Imota, près de Lagos, devrait permettre de transformer le riz sur place, d'améliorer la balance commerciale et le marché du travail, et de réduire les coûts inutiles de transport et d'intermédiaires. Lorsqu'elle sera pleinement opérationnelle à la fin de l'année 2022, l'usine, la plus grande d'Afrique subsaharienne, emploiera 250 000 personnes et produira 2,5 millions de sacs de riz de 50 kg par an.

#### Broyage et raffinage d'huile de coco
Une raffinerie d'huile de coco de plusieurs milliards de nairas, la première de ce type en Afrique, a démarré ses activités dans l'État d'Akwa Ibom. La raffinerie de noix de coco St.Gabriel à Mkpat Enin a été inaugurée en mai 2022. Le gouverneur de l'État d'Akwa Ibom a promis de commencer immédiatement la formation de personnel indigène pour la raffinerie, a déclaré que l'installation avait une capacité quotidienne de craquage de 1 000 000 de noix de coco et emploiera pas moins de 3 000 employés directs et indirects L'huile de coco se vend à 1 326 dollars le baril, selon le gouverneur Emmanuel.

#### Produits laitiers
Fan Milk, une entreprise du groupe Danone, fabricant de marques populaires de produits laitiers glacés et de crèmes glacées, a dévoilé sa laiterie modèle récemment achevée à Odeda, dans l'État d'Ogun, en juin 2022. Cette ferme laitière est le premier investissement de Danone dans l'élevage laitier en Afrique subsaharienne pour stimuler la production locale de lait au Nigeria. Fan Milk lancera une ferme laitière et un institut de formation de classe mondiale, en s'appuyant sur l'expertise de la société mère Danone,.

#### Boulangerie, céréales, etc.
Primera Food, en coopération avec Michael Foods, commence à produire des nouilles à grande échelle dans l'État d'Ogun en 2022.
Kellogg's ouvre une usine de production de ses produits dans la zone franche de Lekki, près de Lagos, en 2022.
À Jos, NASCO Foods produit des biscuits et des corn flakes. En 2022, elle a agrandi son usine de Jos,.

### Mines et industrie

#### Combustibles fossiles

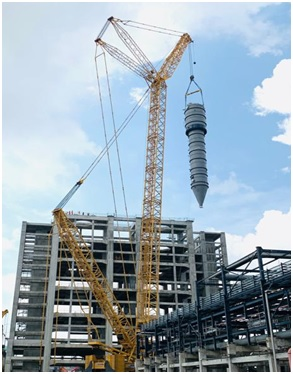
Raffinerie de pétrole Dangote à Lekki, près de Lagos

La principale ressource naturelle du Nigeria est le pétrole. Il représente 90 % de tous les produits d'exportation, bien que ce secteur n'emploie que 7 % de la population active. En outre, ce secteur économique contribue à hauteur de 35 % au produit intérieur brut. En 2007, la production s'élevait à 2,2 millions de barils par jour. Les autres ressources naturelles importantes sont le gaz naturel et le charbon.
L'industrie est en grande partie concentrée dans le sud du pays. Dans les régions où se trouvent les gisements de pétrole, c'est-à-dire les zones côtières, il existe surtout des raffineries de pétrole et l'industrie chimique. D'autres zones industrielles importantes sont les grandes villes comme Lagos. On y trouve des industries alimentaires, textiles et métallurgiques.
Actuellement, le Nigeria exporte paradoxalement du pétrole, mais doit importer des produits pétroliers comme l'essence ou le polypropylène (plastique). - Au quatrième trimestre 2022, une raffinerie de pétrole dont on parle beaucoup dans les médias sera mise en service et produira entre autres 50 millions de litres d'essence par jour. Le Nigeria passerait ainsi du statut d'importateur net à celui d'exportateur net de produits pétroliers.
L'approvisionnement en gaz naturel de l'Europe, menacé par la guerre en Ukraine, pousse à des projets de transport de gaz naturel nigérian par gazoduc vers le Maroc ou l'Algérie,,, mais en mai 2022, il n'y a encore aucun résultat.
L'exportation pétrolière est menacée par des vols fréquents et de grande ampleur : ainsi, en 2022, le vol généralisé de pétrole fait perdre au Nigeria sa place de leader dans la production de brut sur le continent, au profit de l'Angola. Le pays perdrait chaque jour des centaines de milliers de barils volés au large ou siphonnés sur les pipelines pour être ensuite revendus au marché noir. Selon la compagnie nationale de pétrole, 470 000 barils de pétrole brut par jour seraient dérobés, ce qui représente environ 700 millions de dollars par mois. La production totale de pétrole et de condensats du Nigeria a ainsi chuté à un creux annuel de 1,18 million de barils par jour (bpj) en août. La lutte contre le vol généralisé de pétrole brut avait été l'une des promesses majeures de Muhammadu Buhari lors de sa réélection en février 2019.

#### Ciment et plaques de fibrociment
Dangote et BUA sont les entreprises dominantes sur le marché nigérian du ciment. En mai 2022, BUA a ouvert une nouvelle et grande cimenterie à Sokoto, avec sa propre centrale électrique de 50 MW. Aliko Dangote, l'habitant le plus riche du Nigeria, a fondé sa prospérité sur sa cimenterie.
A Kuje, au sud-ouest d'Abuja, New Material Nigeria Limited a ouvert en mai 2022 une usine de fabrication de plaques de fibrociment. Un investissement de 50 millions d'USD a été réalisé et 120 emplois ont été créés. Le directeur général Jackie Dai Hui a souligné que les matières premières sont achetées localement. La demande de matériaux de construction tels que les plaques de fibrociment est élevée au Nigeria. La solidité, l'insonorisation et la résistance au feu du matériau sont importantes à cet égard. Une nouvelle usine de production est donc prévue près de Lagos. L'objectif est de positionner le Nigeria comme centre de production pour l'exportation de plaques de fibrociment.

#### L'industrie pharmaceutique
Le Nigeria abrite environ 60 % de la capacité de production pharmaceutique en Afrique (état en 2022) et devrait connaître une croissance de 60 à 70 milliards de dollars après COVID-19, selon les experts. L'industrie pharmaceutique au Nigeria a de la marge pour la croissance et peut potentiellement atteindre 4 milliards de dollars au cours des 10 prochaines années. Selon les prévisions de l'analyste Goldstein Market Intelligence, la taille du marché pharmaceutique nigérian devrait croître à un TCAC de 9,1 % au cours des années 2017 à 2030.
La plupart des grandes entreprises pharmaceutiques du Nigeria sont situées à Lagos.
Le producteur pharmaceutique qui compte le plus d'employés au Nigeria semble être Emzor Pharmaceutical Industries Ltd. Il produit plus de 140 produits pharmaceutiques, dont des analgésiques, des vitamines, des hématiniques, des antipaludéens, des antitussifs, des antibiotiques, des anthelmintiques, des antihistaminiques, des antiacides et des cardioprotecteurs.
Fidson Healthcare Plc produit des analgésiques, des antiallergiques, des médicaments pour la tension artérielle, des aides digestives, des somnifères et du sirop pour la toux. May & Baker Nig. Plc produit des remèdes contre le paludisme, l'hypertension, le diabète, les dépressions et la douleur. Swiss Pharma Nigeria produit des produits pharmaceutiques de BAYER.

#### Engrais
Le 3 mai 2022, après des années de travaux, une usine de production d'engrais a été mise en service près de Lagos. Elle produira 3 millions de tonnes d'engrais par an,,. Comme les engrais russes ne seront plus disponibles sur le marché mondial en 2022 à cause de la guerre en Ukraine, le Nigeria s'engouffre dans une niche de marché. "Le marché des engrais est un marché de vendeurs", s'est enthousiasmé le chef d'entreprise Dangote lors de l'inauguration de l'usine. "Les gens nous supplient de vendre, et nous sommes sélectifs quant aux personnes à qui nous vendons".

#### Industrie automobile

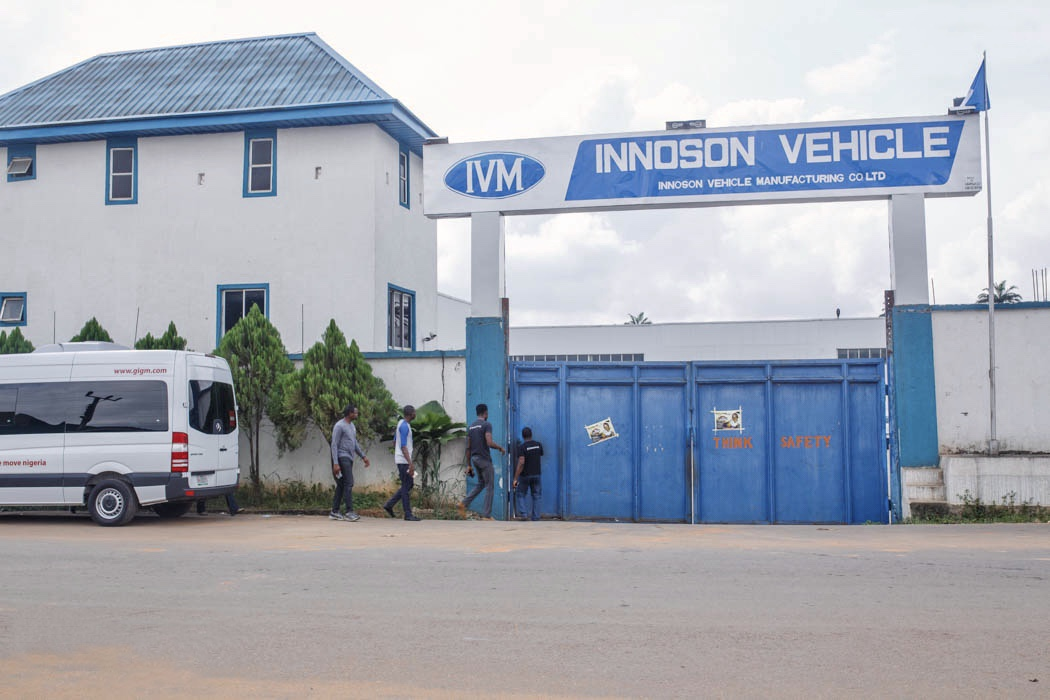
Siège d'Innoson à Nnewi

Dans les villes de Kaduna et d'Enugu se trouvent des sites de production des constructeurs Peugeot et Bedford (camions). Dans l'État d'Anambra se trouve le plus grand constructeur automobile local, Innoson Vehicle Manufacturing. Depuis mai 2022, Innoson produit également les trikes jaunes ("kekes") omniprésents au Nigeria[18].

#### Électronique
Le fabricant d'ordinateurs portables qui a le plus de succès au Nigeria est, selon ses propres dires, la société locale Zinox Technologies à Lagos.

### Secteur des services

#### Secteur financier
Le Nigeria est le plus grand marché financier d'Afrique. En novembre 2018, 21 banques commerciales étaient agréées par la Banque centrale du Nigeria (CBN). Le Nigeria dispose d'un secteur bancaire relativement bien développé par rapport à la moyenne régionale, avec un taux de pénétration bancaire élevé au niveau régional (44,2 % contre une moyenne régionale de 17,8 % pour l'Afrique de l'Ouest) et une utilisation robuste des instruments financiers modernes dans l'économie locale. Le pays est également bien connecté aux marchés financiers internationaux et, après la crise pétrolière de 2016/17, il a enregistré un afflux croissant de capitaux étrangers au cours des 12-18 derniers mois - les importations de capitaux au Nigeria ont bondi à 6,3 milliards USD au T1-18 (594 % de croissance en glissement annuel), contre 12,3 milliards USD sur l'ensemble de l'année 2017 et 5,1 milliards USD en 2016). Toutefois, le pays est pénalisé par des taux d'emprunt élevés qui limitent l'accès au crédit des petites entreprises, notamment dans l'économie non pétrolière.

#### Transport
En raison de la situation du Nigeria au centre de l'Afrique, le transport joue un rôle important dans le secteur des services nationaux.
Après 2015, le gouvernement de Buhari a ordonné des améliorations de l'infrastructure. D'importantes réparations routières et de nouvelles constructions ont été progressivement mises en œuvre, notamment parce que les États fédérés dépensent leur part de l'augmentation des dotations de l'État. Le deuxième pont sur le Niger, près d'Onitsha, qui sera en grande partie achevé en 2022, est représentatif de ces améliorations.
Depuis 2009, le Nigeria construit de nouvelles voies ferrées. Celles-ci sont exploitées par la société publique Nigerian Railway Corporation. Depuis 2019, un excédent est apparemment dégagé malgré l'épidémie de Covid.
Les principaux ports sont Lagos (Apapa et Tin Can Island), Port Harcourt (Onne) et Calabar. Un port en eau profonde à Lekki, à 50 km à l'est de Lagos, est sur le point d'ouvrir en 2022,.
Cinq aéroports proposent des vols internationaux (Lagos, Abuja, Port Harcourt, Kano et Enugu). Il est prévu qu'une nouvelle compagnie aérienne nationale, "Nigeria Air", soit opérationnelle à la mi-2022.

#### Divertissement

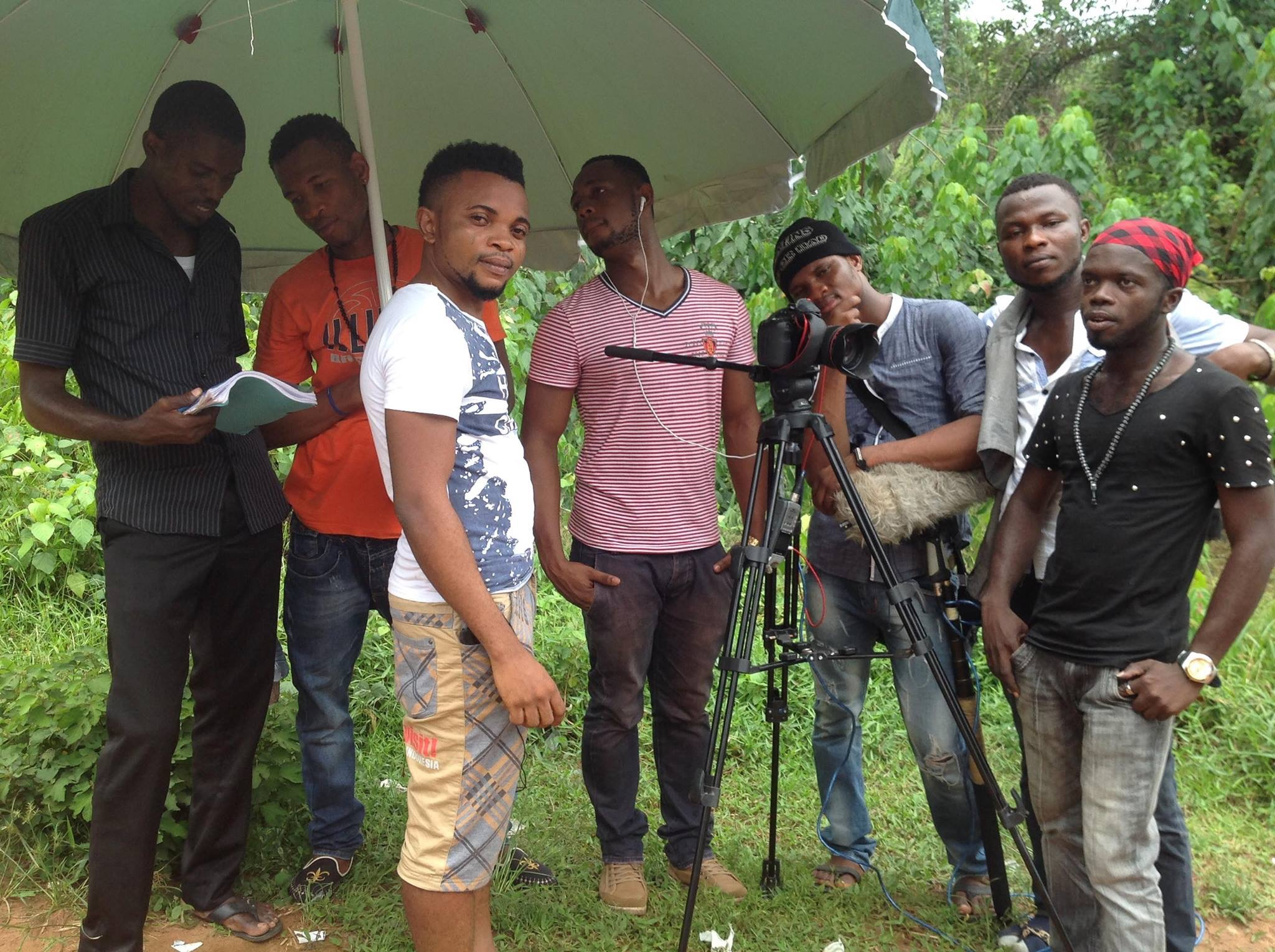
Tournage de films

- Tournage de filmsCinéma : depuis Nollywood, des films et des soaps sont diffusés dans toute l'Afrique. Le Nigeria est la deuxième nation cinématographique du monde après l'Inde et avant les États-Unis[68].
- Musique : le musicien le plus célèbre du Nigeria est peut-être l'inventeur de l'afrobeat Fela Anikulapo Kuti, qui a donné des concerts légendaires avec son groupe "Africa 70" au "Shrine" de Lagos. D'autres styles musicaux caractéristiques sont le jùjú, l'apala, le fuji ou le sakara. Dans le domaine de la musique pop, des musiciens nigérians vivant en Europe comme Sade Adu ou Dr. Alban ont connu un grand succès dans les années 1980 et 1990. En Allemagne, Nneka fait partie des musiciens pop nigérians les plus connus. L'un des très rares artistes nigérians vivant au Nigeria et ayant connu un succès commercial en Allemagne est D'Banj. Il a même atteint les hit-parades des singles allemands et britanniques en été 2012 avec Oliver Twist. Wizkid a atteint le numéro 1 en 2016 aux côtés de Drake.

#### Tourisme
Le tourisme a peu d'importance au Nigeria et contribue à moins de 1 % du PNB. Le Nigeria n'est guère développé sur le plan touristique. Seul l'ouest du pays est exploité par le tourisme, bien que dans une moindre mesure. Dans cette région, c'est surtout le tourisme d'expédition qui domine. Les touristes ont dépensé 2,6 milliards de dollars au Nigeria en 2015, mais seulement 1,5 milliard en 2017, ce qui est probablement dû à l'insurrection de Boko Haram en 2015.

### Secteur informel
La part de l'économie informelle au Nigeria est l'une des plus élevées d'Afrique, et représenterait près de 75 % du PNB non-pétrolier en 2003 (à titre de comparaison, cette part n'est que de 11 % aux États-Unis et 16 % en France). Un vaste choix d'activités y sont déployées, depuis l'artisanat traditionnel jusqu'au négoce de devises, la vente au détail, la restauration, etc., les seuls points dominants étant l'extrême petitesse de ces entreprises (souvent l'affaire d'une seule personne ou famille) et, contrairement aux idées reçues, leur très grande flexibilité et leur dynamisme, même si le secteur est par nature difficile à documenter. Dans une économie soumise à l'extrême aux conditions cycliques du marché pétrolier il contribue cependant nettement, malgré un problème de financement chronique, à la croissance économique générale ainsi qu'au revenu de base de nombreux ménages.
L'économie informelle nigériane peut se séparer en deux sous-secteurs :
1. Le secteur productif, qui regroupe toutes les activités de productions de biens - agriculture, exploitation minière (sauf pétrole), petites fabriques, construction ;
2. Les services et services financiers, qui couvrent les réparateurs, vendeurs sur les marchés, employés de maison, prêteurs, coopératives financières (Esusu en yoruba), activités para-religieuses et activités mafieuses ou assimilées.

Après une politique répressive au début des années 1980, le gouvernement nigérian a récemment développé de nouvelles politiques de soutien au secteur informel, qui de fait rassemble essentiellement de petites et moyennes entreprises (PME): soutien à l'entreprenariat par la promotion de cours de gestion et la distribution de micro-prêts, notamment par la création de « Centres de développement industriel », chargés de fournir formation, promotion, soutien comptable et prêts aux micro-entrepreneurs potentiels. De nombreux programmes aux objectifs similaires, tels que le Work For Yourself Programme (financés par l'Organisation internationale du travail et le British Council, ont également mis en place dès la fin des années 1980, mais peu d'entre eux ont atteint leurs objectifs sous les différentes juntes militaires (notamment celle d'Abacha). Un soutien financier plus spécifiquement destiné au développement du micro-crédit a également été apporté par la Banque mondiale et le PNUD, et le gouvernement Obasanjo a également encouragé le secteur bancaire à étendre son offre de crédits.
De fait, le secteur informel nigérian joue un rôle essentiel dans l'économie nationale, fournissant emplois, concurrence, formation et stimulant le dynamisme économique général - l'existence de connexions et passerelles entre ces PME et les grandes entreprises étant d'une importance fondamentale pour la fourniture en main-d'œuvre qualifiée de ces dernières.

## Partenaires commerciaux
Le commerce avec le Nigeria représentait moins de 0,5 % des flux mondiaux, avec une balance commerciale positive d'environ 10 milliards de dollars en 2004. L'essentiel de commerce se fait avec les États-Unis et l'UE, l'Asie de l'Est et l'Amérique latine enregistrant cependant une progression constante de leurs parts de marché respectives. Si le Nigeria est le principal partenaire économique de nombreux pays africains (Tchad, Niger, Bénin), la réciproque n'est pas forcément vraie et le commerce avec les pays voisins représente toujours une fraction marginale du volume total.
Le pétrole constitue 95 % des exportations (essentiellement destinées aux États-Unis et à l'Union européenne), suivi par le cacao. Le registre des importations est plus varié: machines-outils, produits alimentaires et bétail, produits chimiques.
Les investissements directs étrangers totalisaient environ 1 milliard de dollars en 2003, soit 10 % de tout le volume investit sur le continent cette année, cette proportion s'accroissant de manière régulière depuis le tournant du millénaire. Des cinq zones franches que comptait le pays en 2003, celle de Calabar, au sud-est, est la plus développée : créée en 1992 avec un potentiel de 80 à 100 entreprises résidentes, elle n'en comptait que 6 en 2001. En 2003, 76 licences avaient été accordées et 53 entreprises étaient en activité, essentiellement dans le textile. Dans la région de Port Harcourt, la zone franche d'Omne concentre également plusieurs dizaines de compagnies, liées pour l'essentiel à l'industrie pétrolière. Les trois autres zones franches, à Kano, Maigatari et Banki, en sont toujours à des stades précoces de leur développement. Plusieurs compagnies textiles, dans les régions de Kano et Lagos principalement, reçoivent également des subventions, aides infrastrurelles et exemptions fiscales pour les aider à baisser leurs coûts et les rendre plus compétitives à l'export. Le même projet est en cours de développement pour des fermes commerciales à travers le pays.
La politique tarifaire globale du pays, revue en 2002, a conduit à l'allègement des taxes sur les matières premières (afin de favoriser le développement industriel) et à une augmentation du protectionnisme sur les produits de consommation également produits localement (hausse des droits sur les produits étrangers) - restrictions à l'importation violant certains engagements pris dans le cadre du GATT.

## Rôle de l'État
Le Nigeria est le seul pays du monde disposant d’un confortable revenu pétrolier qui affiche un déficit budgétaire — la faute peut en grande partie être attribuée à son niveau de corruption élevé et à de sérieux problèmes de gouvernance sous les différentes dictatures.
Le gouvernement civil d'Olusegun Obasanjo (arrivé au pouvoir en 1999, réélu en 2003) a récemment fait d'importantes démarches de réorganisation des structures étatiques, de décentralisation des actions économiques (création d'un fonds de développement du delta du Niger pour gérer les retombées locales de l'exploitation pétrolière), de privatisations, de réduction du poids relatif de l'industrie pétrolière et de contrôle de l'inflation. Les mesures semblent payer, avec une stabilisation du naira (vers 130 NGN/1 USD) et la renégociation sans heurts de prêts au FMI. La politique anticorruption a eu pour sa part des résultats beaucoup plus mitigés, même si des progrès dans la transparence des prises de décisions ont été réalisés. Enfin, l'intégration de la Communauté économique des États de l'Afrique de l'Ouest devrait permettre l'adoption d'une nouvelle monnaie, l'Eco.

### Implication directe dans l'économie
Le pays a longtemps souffert d'un manque de cohérence à la direction des affaires du pays: sous le gouvernement Abacha, un ministre aurait annoncé la levée du l'interdiction d'importer du riz, pour voir une note lui être glissée quelques instants plus tard lors d'une intervention télévisée, lui demandant de préciser que le président avait reconsidéré sa position et que la mesure était suspendue.
Depuis le changement à la tête du pays un plan de développement, le National Economic Empowerment and Development Strategy (NEEDS), a été mis en place avec pour objectif principal de protéger le pays de son énorme dépendance au secteur pétrolier. Il a d'ailleurs été proposé de déposer les fonds issus de ce dernier dans un compte externe à ceux de la nation plutôt que de les réinjecter directement dans l'économie sous forme de dépenses publiques pharaoniques comme ce fut le cas jusqu'ici (grosses dépenses (14 % du PNB en 2001) n'étant pas forcément synonyme d'investissements). Ce « modèle norvégien » est encore en discussion et semble voué à être adapté d'une manière ou d'une autre.
Le Bureau for Public Enterprises a été chargé de mettre en vente la plupart des entreprises d'État, chroniquement inefficaces et gangrenées par la corruption. Si la vente de ces actifs est plus rapide dans le secteur des matières premières, le rythme du changement (et l'affluence d'éventuels acquéreurs) est moins fort dans les autres secteurs, certaines réticences venant parfois de l'intérieur même du gouvernement (comme dans le cas de Nitel, la compagnie nationale de téléphone). Enfin, le Naira est autorisé à une certaine fluctuation, comparé à la quasi-parité avec le dollar qui était la marque des régimes précédents.

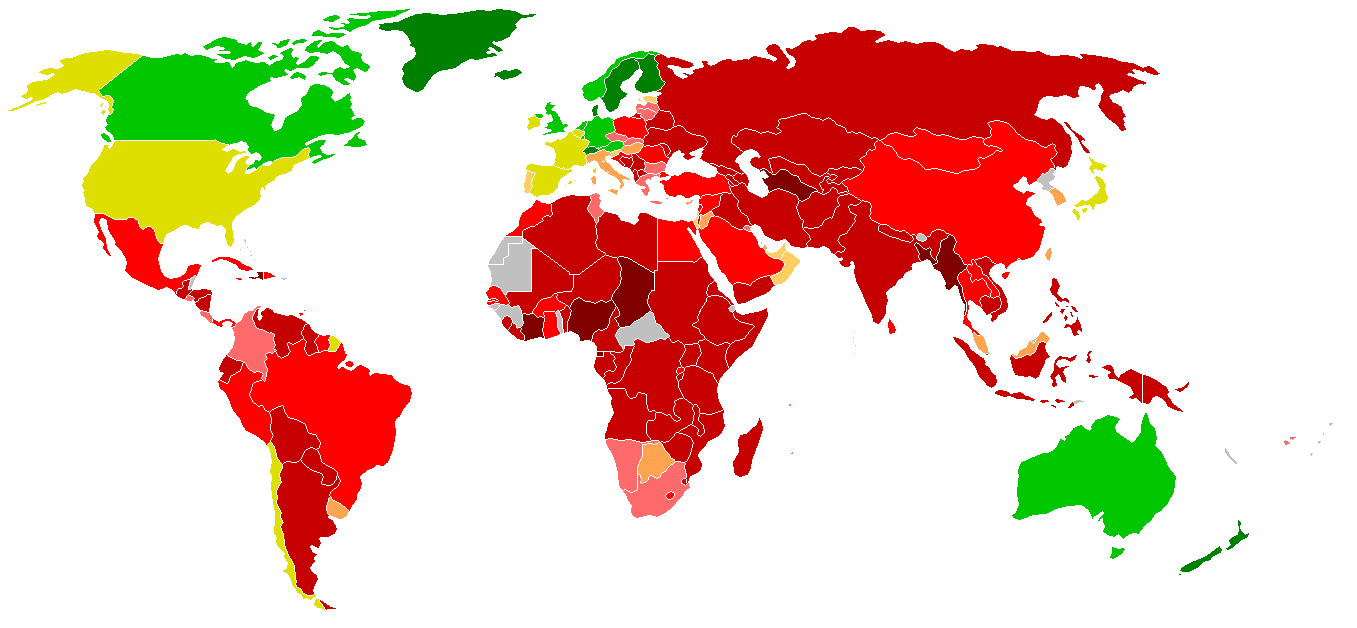
Carte mondiale de perception de la corruption (2005)

### Lutte contre la corruption
Le Nigeria est probablement un cas d'école sur les diverses manières de dilapider les fonds publics ou de les évacuer vers l'étranger. Sur les 340 milliards de dollars que lui aurait rapporté l'exploitation pétrolière depuis ses débuts, certaines estimations font valoir que 50 milliards auraient été directement détournés, dont 4 milliards pour le seul général Sani Abacha et sa famille immédiate. Des négociations sont actuellement en cours pour la restitution d'au moins une partie de ces fonds, en parallèle avec des poursuites et blocages de comptes au niveau international. Quelques mois avant le retour à la démocratie et la transmission du pouvoir par le général Abdulsalami Abubakar, des dizaines de contrats d'État à hauteur de plusieurs centaines de millions de dollars ont été attribués. Le Président Obasanjo a depuis soutenu la mise en place de l'Extractive Industries Transparency Initiative (EITI), un  système visant à publier et tracer tous les paiements et dépens effectués dans l'industrie pétrolière.

### Monnaie

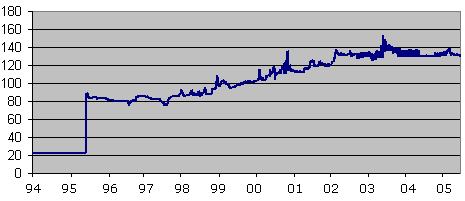
Cours du naira par rapport au dollar US (1994-2005)

Le flottement du cours du naira a été autorisé au milieu de 1995 ; après une forte dépréciation, la valeur de celui-ci s'est stabilisée aux alentours de 130 NGN par dollar en 2005 (soit une dévaluation de 85 % en 10 ans).
Avec l'adhésion à la Zone monétaire ouest-africaine (ZMOA), le Nigeria s'inscrit dans un objectif de création d'une monnaie commune pour la région, l'Eco. Les difficultés subsistent cependant dans la mise en place de la zone: manque de convergence des économies ouest-africaines, forte asymétrie aux chocs externes (tels que la montée des cours pétroliers en 2005), et le fait que seuls deux des cinq membres (Nigeria et Guinée) remplissaient encore en 2004 une majorité (3/4) des critères de premier rang pour l'adhésion à la zone monétaire.
| Évolution de l'index (bleu, échelle de gauche) et de la capitalisation (rose, en milliards de nairas, échelle de droite) à la Bourse du Nigeria, 1993-2005. Sources:Royal Economic Society, Nigerian Stock Exchange |      |
| Les dix plus grosses capitalisations (Milliards de nairas - 2004) |      |
| Nigeria Breweries PLC. | 505  |
| Guiness Nigeria PLC. | 190  |
| Union Bank PLC. | 121  |
| First Bank PLC. | 101  |
| Nigeria Bottling Co. PLC. | 91.5 |
| Nestle Nigeria PLC. | 89   |
| Total Nigeria PLC. | 71   |
| Cadbury Nigeria PLC. | 70   |
| Conoil PLC. | 64.5 |
| Unilever Nigeria PLC. | 53   |
| Source: Vanguard |      |

### La place boursière nigériane
Avant la création de la bourse de Lagos en 1960, tous les investissements devaient se faire par le biais des banques, qui transféraient l'argent à la bourse de Londres. La bourse de Lagos fut rebaptisée Bourse du Nigeria en 1977, et cinq autres branches furent établies dans les principales villes du pays : Kaduna (1978), Port Harcourt (1980), Kano (1989), Onitsha et Ibadan (1990), Abuja (1999), Yola (2002), chacune disposant de sa corbeille. Le siège de la bourse du Nigeria se trouve toujours à Lagos, mais un bureau annexe a été ouvert en 1998 à Abuja, ce qui a été interprété par beaucoup comme une tentative du gouvernement d'attirer les investisseurs vers la nouvelle capitale administrative du pays.
En 45 ans, le nombre de compagnies listées est passé de 19 à plus de 260, et la capitalisation totale atteint près de 2 600 milliards de nairas, soit environ 20 milliards de dollars. L'éventail des compagnies recouvre tous les secteurs, de l'agro-alimentaire au pétrolier en passant par le bancaire mais, à la suite de la vague de concentrations amorcée depuis l'arrivée du pouvoir civil, c'est ce dernier qui concentre désormais l'essentiel du volume des transactions et des capitaux (le tiers de la capitalisation totale à fin 2005). Environ la moitié des compagnies cotées sont possédées par des investisseurs étrangers, les investisseurs nigérians (institutionnels et privés) se partageant l'autre moitié.
Pour favoriser l'arrivée des investisseurs étrangers, le marché des capitaux a été déréglementé en 1993, et les investisseurs internationaux ont été autorisés en 1995 à prendre des participations significatives dans les compagnies nationales ; le système de négoce de la bourse nigériane a pour sa part été complètement informatisé en 1999.
La bourse du Nigeria est l'une de celles qui ont enregistré la plus forte progression ces dernières années parmi les économies du Sud, et la deuxième d'Afrique en termes de capitalisation. Les transactions sont surveillées par le Nigerian Stock Exchange (autorégulation) et la Securities and Exchange Commission nigériane.

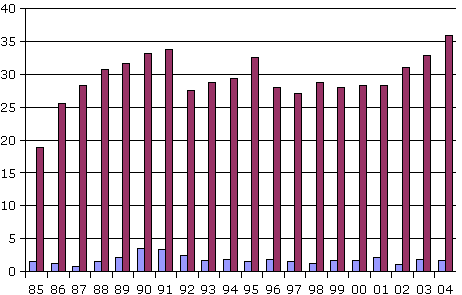
Évolution (1985-2004) de la dette externe (mauve) et du service de celle-ci (bleu), en milliards de dollars
Source: Debt Management Office of Nigeria

### Finances publiques
Avec l'arrivée au pouvoir d'un gouvernement civil, le pays est passé en 1999 à un régime fiscal fédéralisé (les États touchant directement une partie des impôts collectés). Les entreprises sont en général imposées à hauteur de 30 % de leurs bénéfices, avec un niveau plus élevé pour les compagnies pétrolières. Un nouveau système d'imposition des personnes, supposé élargir l'assiette fiscale, était prévu pour mise en place en 2005, de même qu'un doublement de la TVA à 10 %. L'évasion fiscale reste cependant un problème fondamental et est largement pratiquée.
Une meilleure capacité du gouvernement de gérer ses revenus reste un objectif essentiel : il est en effet fondamental de réduire le déficit structurel non pétrolier (qui alourdit la dette), et de découpler d'une manière générale le budget courant des variations des cours mondiaux du brut, trop volatils pour assurer une bonne gestion à long terme des finances de l'État. Deux contraintes supplémentaires s'ajoutent à cela : le manque d'une part de personnel qualifié aux échelons intermédiaires de l'administration publique (les hauts fonctionnaires ayant été, eux, remplacés dès 1999 par des personnes compétentes et ne devant pas leur nomination à leurs seules relations politiques); et, d'autre part, un large partage des revenus entre État fédéral et gouvernements locaux, qui réduit la marge de manœuvre du premier en termes de coordination des politiques fiscales, y compris et surtout dans le cas de revenus pétroliers changeants. L'inflation, maintenue dans la zone des 10 %, est repartie à la hausse depuis 2004 du fait de l'injection massive dans l'économie des excédents de liquidités tirées des revenus pétroliers.
C'est dans ce cadre que se dessine la préparation du budget de l'État : malgré tous les efforts du gouvernement, les pressions politiques et les intérêts à court terme font que celui-ci est constamment renégocié à la hausse par le Parlement, sans réellement maintenir de leadership d'un ministère ou d'un objectif donnés. De nouvelles dépenses sont décidées sans que leur collatéraux (charges et retraites dans le cas des recrutements par exemple) ou de nouveaux revenus ne soient envisagés. Fragmentation du processus décisionnel, incohérence des choix, manque de personnel qualifié, mauvaise évaluation des implications macroéconomiques des réajustements, absence complète de données fiables quant aux projets en cours, leurs coûts et leur niveau de récurrence (par exemple si un projet décidé l'année 1 ne devra pas continuer à être financé les années 2, 3 et 4), telles sont quelques-unes des difficultés comptables actuelles du ministère nigérian des finances, même si celles-ci commencent à se résorber peu à peu grâce notamment au soutien du FMI, dont les ajustements structurels du milieu des années 1980 ont toutefois fait de nombreux dégâts sociaux.
Le gouvernement nigérian a cependant réalisé une excellente renégociation de sa dette avec le Club de Paris: le 20 octobre 2005, ce dernier acceptait un rééchelonnement de la dette extérieure nigériane et d'effacer près de 18 milliards de dollars (soit près de 60 %) de son ardoise, à travers une combinaison de paiement d'arriérés, rachat de dette (24 cents pour un dollar) et élimination pur et simple du solde. Financée par la récente envolée des cours du brut, cette remise vient essentiellement en récompense des efforts du pays pour rationaliser la gestion de la dette (victime des grands projets des années 1980), et pour accompagner le programme de réformes mises en place par le gouvernement Obasanjo. Grâce à cette remise, le taux d'endettement total du pays tombera de 75 à 44 % du PIB (ou de 140 % à 107 % du PIB non pétrolier).

### Le programme d'ajustement du Fonds monétaire international (FMI)
En 1986, les prix du pétrole s'effondrent et le baril atteint neuf dollars. Les tentatives de sortir de la crise par un contrôle accru sur l'économie échouent et, la Fédération est au bord de la cessation de paiement. Le général Ibrahim Babangida passe alors accord de renégociation et couverture de la dette (contractée à moyen terme lors des booms de 1973 et 1979) avec le FMI. Le pays s'engage dans un plan d'ajustement structurel (PAS) dont l'objectif affiché est de réduire la dépendance de l'économie au secteur pétrolier.
Le programme d'ajustement s'apparente à une remise à plat complète du fonctionnement de l'État nigérian par des méthodes à la fois monétaristes (libéralisation du change par la création d'un second marché monétaire, contrôle de la masse monétaire, hausse des taux d'intérêt) et libérales (baisse des tarifs douaniers, privatisations). Les investissements dans de grands projets d'infrastructure sont abandonnés au profit des dépenses de maintenance et d'entretien. Les résultats de cette politique seront très mitigés. Les raisons invoquées sont le manque de radicalité selon certains (les réformes restèrent souvent de façade), l'inadaptation aux réalités locales pour les autres (le contrôle des fonds alloués n'était pas fait et ils eurent un impact trop important sur les classes populaires qui manquaient de liquidités pour acheter les produits essentiels). L'austérité budgétaire cesse avec la remontée des cours autour de la première guerre du Golfe. L'inflation est jugulée, mais le prix des produits importés quadruple.
Si le taux de change semi-flottant du naira permet de réduire la corruption (l'allocation administrative des devises en pratique avant cela la favorisant plutôt), la hausse des taux et la réduction de la masse monétaire qui l'accompagnent ont pour effet d'assécher le crédit et d'étrangler l'économie informelle, qui se trouve à court de liquidités. La mesure frappe de plein fouet les classes populaires. Cependant, l'accession facilitée aux devises permet aux entreprises d'accéder plus facilement aux matières premières dont elles ont besoin, et par la dévaluation, permet également une croissance des exportations non pétrolières. Une étude de 1996 de la Banque mondiale indique que si la pauvreté a diminué entre 1985 et 1992, elle s'est accrue pour les 20 % les plus pauvres de la population - les inégalités se sont donc creusées.